# هلدینگ دریایی ناویوس
هلدینگ دریایی ناویوس (به انگلیسی: Navios Maritime Holdings) (بازار بورس نیویورک:NM) یک شرکت کشتیرانی یونانی است که خدمات حمل نفت خام، فراورده‌های نفتی و مواد شیمیایی را انجام می‌دهد. عمده تجارت این شرکت در حوزه آمریکای لاتین صورت می‌گیرد. این شرکت، ناوگان بزرگی از کشتی‌های فله‌بر، کیپ‌سایز، پاناماگذر، هندیمکس و هندیسایز را مالک می‌باشد. ارزش دارایی این شرکت در سال ۲۰۲۰ بالغ بر ۲٫۱۴۲ میلیارد دلار برآورد شده و درآمد خالص آن در همین سال ۴۸۴٫۸ میلیون دلار تخمین زده می‌شود.
دفتر مرکزی این شرکت در پیرئاس مستقر است و نیروی انسانی آن در سال ۲۰۲۰، ۲۵۰ نفر بوده.